# Chimarra lejea
Chimarra lejea är en nattsländeart som beskrevs av Martin E. Mosely 1948. Chimarra lejea ingår i släktet Chimarra och familjen stengömmenattsländor. Inga underarter finns listade i Catalogue of Life.